# ابقي (أغنية ريانا)
ستاي هي أغنية سجلتها المغنية البربادوسية ريانا لألبومها الإستديو السابع، أنبولجتك (2012). مع اشتراك المغني الأمريكي مكي إكو، وصدرت كأغنية منفردة ثانية من الألبوم في 7 يناير، 2013. «ستاي» من كتابة مكي إكو وجستن باركر. هي أغنية بوب بالاد، مع البيانو وأوتار الغيتار. محتوى الأغنية الغنائي يتعلق بالإغراء وفشل مقاومة الحب الحقيقي.

## الكتابة والإنتاج
أثناء إنتاج الألبوم، تم توظيف العديد من الموسيقيين والمنتجين بما في ذلك المغني الأمريكي مكي إكو والمنتج جستن باركر. وفقاً لمكي، كان إنتاج الألبوم ضخم. كانت «ستاي» من كتابة وإنتاج من قبل جستن باركر، مكي إكو وإلوف لوف. في البداية عندما كتبوا الأغنية، مكي لم يحبها بسبب ضعفها; ومع ذلك، المتعاونيين معه تمكنوا من إقناعه للاستماع إلى «ستاي» مرة أخرى. بعد ما استمع إليها مرة أخرى، فهم بأن الأغنية مهمة جداً بالنسبة له. بعد وقت قصير إدراة ريانا تولوا الأغنية، التقى مكي ريانا في لوس أنجلوس حيث قالت له بإنها غنت مقطعها في الأغنية، وكانت ردة فعله إيجابية.

## الإصدار
تم إرسال «ستاي» إلى الراديو في المملكة المتحدة في 7 يناير، 2013 كأغنية منفردة ثانية من أنبولجتك. في الولايات المتحدة، صدرت «ستاي» إلى كونتيمبوراري هيت رايدو وريذمك راديو في 29 يناير، 2013، كأغنية منفردة ثالثة في هذا البلد من بعد «دايموندز» و«بور إت أب». صدرت أسطوانة منفردة من الأغنية المنفردة في ألمانيا في 15 فبراير، 2013.

## استقبال النقاد
تلقت «ستاي» مراجعات إيجابية من معظم نقاد الموسيقى. جون دولان من Rolling Stone أعجب في أداء ريانا للأغنية. وصف دان مارتن من NME «ستاي» بأنها أبرز أغاني الألبوم، وأنها «أغنية بيانو رائعة». كما أشاد سموكي فونتين من Huffington Post «ستاي»، من ناحية أداء ريانا الصوتي. لويس كورنر من Digital Spy منحت «ستاي» أربعة نجوم من أصل خمسة، وعقلت بأن ريانا «لا تحتاج إلى أغاني مثيرة للجدل من أجل الوصول إلى قمة الرسوم البيانية». انتقد سلبياً جون كارامانيكا من The New York Times الأغنية، بأنها «أغنية بيانو مملة وعادية».

## الأداء التجاري
| |  |  |
| تجاوزت ريانا ويتني هيوستن (يسار) في عدد الأغاني التي داخل المراكز العشرة الأولى في هوت 100. أيضاً، تجاوزت كيتي بيري (يمين) لمعظم أغاني في القمة على الرسم البياني لأغاني البوب. |  |  |

### أمريكا الشمالية
بعد أداء ريانا ومكي في حفل توزيع جوائز الغرامي الخامس والخمسين في 10 فبراير، 2013، الأغنية دخلت الرسم البياني للأغاني الرقمية في الولايات المتحدة في المركز الخامس والعشرين في 23 فبراير، شهدت زيادة 289% في المبيعات إلى 67,000 نسخة. في وقت لاحق دخلت الأغنية لأول مرة المركز السابع والخمسين في بيلبورد هوت 100، قفزت إلى المركز الثالث في الأسبوع التالي. مع هذا الإنجاز، اكتسبت ريانا أربعة وعشرين أغنية داخل المراكز العشرة الأولى، تجاوزت ويتني هيوستن التي لديها ثلاثة وعشرين أغنية. عندما «ستاي» تجاوزت مليون تحميل، أصبحت أغنية ريانا السابعة والعشرين (بما في ذلك الأغاني المشتركة) التي وصلت إلى مليون تحميل في المبيعات. في 11 مايو، 2013، تصدرت «ستاي» في الرسم البياني لأغاني الراديو، وبهذا تصبح أغنية ريانا الحادية عشر التي وصلت إلى المركز الأول، وبالتالي تعادلت مع ماريا كاري في هذا الإنجاز. في 4 مايو، 2013، ارتفعت «ستاي» من المركز الثاني إلى الأول في الرسم البياني لأغاني البوب، وبهذا حصلت على أحد عشر أغنية في القمة على هذا الرسم البياني. مع هذا الإنجاز، تجاوزت تعادلها مع كيتي بيري لمعظم أغاني في القمة على هذا الرسم البياني خلال العشرين سنة التي مضت. اعتباراً من ديسمبر 2013، الأغنية باعت أكثر من 3,870,000 نسخة في الولايات المتحدة.

### أوروبا وأوقيانوسيا
في المملكة المتحدة، دخلت «ستاي» لأول مرة في الرسم البياني البريطاني لأغاني الآر أند بي في المركز السادس عشر في 25 نوفمبر، 2012، وذلك بسبب المبيعات القوية للأغنية عقب صدور أنبولجتك. كما أنها دخلت الرسم البياني الرسمي البريطاني للأغاني المنفردة في المركز مائة واثنين في نفس الأسبوع. بعد أداء ريانا للأغنية في البرنامج البريطاني ذا إكس فاكتور في الأسبوع السابق، دخلت «ستاي» مرة أخرى في الرسم البياني البريطاني للأغاني المنفردة في المركز السادس في 22 ديسمبر، 2012. في الأسبوع التالي بلغت ذروتها في المركز الرابع. اعتباراً من فبراير 2013، باعت «ستاي» أكثر من 394,000 نسخة في المملكة المتحدة. في أماكن أخرى في أوروبا، وصلت الأغنية إلى المركز الثاني في فرنسا. وصلت «ستاي» إلى المركز الأول في الدنمارك في 1 مارس، 2013، وبهذا يصبح لدى ريانا خمسة أغاني في القمة في هذا البلد، والثانية على التوالي من بعد «دايموندز».
دخلت «ستاي» لأول مرة في الرسم البياني النيوزيلندي للأغاني المنفردة في المركز الثامن والعشرين في 24 ديسمبر، 2012. بلغت ذروتها في المركز الرابع. حصلت الأغنية على شهادة مزدوجة من البلاتينيوم من قبل رابطة صناعة التسجيلات النيوزيلندية تدل على 15,000 نسخة بيعت. في أستراليا، دخلت «ستاي» لأول مرة المركز الثالث والأربعين في 20 يناير، 2013. بلغت ذروتها في المركز الرابع. حصلت الأغنية على أربعة شهادات من البلاتينيوم من قبل رابطة صناعة التسجيلات الأسترالية تدل على 280,000 نسخة بيعت.

## الجوائز والترشيحات
| السنة | الحفل                          | البلد المضيف                | الفئة            | النتيجة | المصادر |
| 2013  | جوائز إم تي في للأغاني المصورة |                             | أفضل فيديو لأنثى | رُشِّح     | [ 31 ]  |
| 2013  | جوائز اختيار المراهقين         | اختيار موسيقى: أغنية انفصال | رُشِّح              | [ 32 ]  |         |
| 2014  | جوائز الغرامي                  | أفضل أداء بوب ثنائي/مجموعة  | رُشِّح              | [ 33 ]  |         |
| ----- | ------------------------------ | --------------------------- | ---------------- | ------- | ------- |

## الأغنية المصورة
الأغنية المصورة للأغنية «ستاي» كانت من إخراج صوفي مولر. في 10 فبراير، 2013، أثناء السجادة الحمراء لجوائز الغرامي الخامس والخمسين، عقدت ريانا مقابلة مع راين سيكريست الذي كشف رسمياً بأن الفيديو سوف يعرض لأول مرة على E! News في اليوم التالي.
| ابقي (أغنية ريانا) | الفيديو كان حقاً، حقاً بسيط. بقيت في حوض الإستحمام، أثناء ذلك بدأت الكاميرا في التصوير من ناحية قريبة مني جداً. في هذه الأغنية المصورة سوف ترى مكي إكو. هذه هي المرة الأولى التي أتعاون معه - ريانا تشرح مفهوم الأغنية المصورة. | ابقي (أغنية ريانا) |

## العروض الحية
كجزء من ترويج صدور أنبولجتك في 19 نوفمبر، 2012، أدت ريانا «ستاي» لأول مرة على ساترداي نايت لايف في 10 نوفمبر، 2012. خلال الأيام السبعة السباقة لصدور الألبوم، شرعت ريانا في 777 تور، جولة ترويجية حيث غنت في سبع حفلات في سبع مدن مختلفة في سبعة بلدان مختلفة في جميع أنحاء أمريكا الشمالية وأوروبا. غنت «ستاي» في الحفل الثاني في تورونتو كجزء من عرض أغنية «لوف ذا واي يو لاي». النسخة المنفردة تم تأديتها في الحفل الثالث في ستوكهولم. في الحفل الرابع في باريس، تم تأديتها بين «إس أند إم» و«وير هاف يو بين»، مع مقتطفات من لحن أغنية «تيك كير». في الحفل الخامس والسادس الذي عقد في برلين ولندن، على التوالي، أدت ريانا الأغنية بين «إس أند إم» و«أنفيثفل». الحفل السابعة والأخيرة كان في مدينة نيويورك، حيث «ستاي» تم تأديتها أيضاً. أدت ريانا «ستاي» في نهاية الموسم التاسع للبرنامج البريطاني ذا إكس فاكتور في 9 ديسمبر، 2012. أدت «ستاي» مع مكي إكو في حفل توزيع جوائز الغرامي الخامس والخمسين في 10 فبراير، 2013.

## الصيغ وقائمة الأغاني
- أسطوانة منفردة

1. «ستاي» (مع مكي إكو) – 4:00
2. «دايموندز» (ريمكس مع كانييه ويست) – 4:48

## الرسوم البيانية
| الرسم البياني (2013)                                | المركز | المصادر |
| --------------------------------------------------- | ------ | ------- |
| أستراليا (ARIA)                                     | 4      | [ 45 ]  |
| النمسا (Ö3 Austria Top 40)                          | 5      | [ 46 ]  |
| بلجيكا (Ultratop 50 Flanders)                       | 3      | [ 47 ]  |
| بلجيكا (Ultratop 50 Wallonia)                       | 2      | [ 48 ]  |
| بلغاريا (IFPI)                                      | 1      | [ 49 ]  |
| البرازيل (Billboard Brasil Hot 100)                 | 34     | [ 50 ]  |
| البرازيل (Hot Pop Songs)                            | 5      | [ 50 ]  |
| كندا (Canadian Hot 100)                             | 1      | [ 51 ]  |
| جمهورية التشيك (IFPI)                               | 1      | [ 52 ]  |
| الدنمارك (Tracklisten)                              | 1      | [ 53 ]  |
| فنلندا (Suomen virallinen lista)                    | 5      | [ 54 ]  |
| فرنسا (SNEP)                                        | 2      | [ 55 ]  |
| ألمانيا (Media Control Charts)                      | 2      | [ 56 ]  |
| المجر (Single Top 20)                               | 10     | [ 57 ]  |
| آيسلندا (Tónlist)                                   | 7      | [ 58 ]  |
| أيرلندا (IRMA)                                      | 2      | [ 59 ]  |
| اليابان (Billboard Japan Hot 100)                   | 97     | [ 60 ]  |
| لبنان (The Official Lebanese Top 20)                | 5      | [ 61 ]  |
| لوكسمبورغ (Billboard)                               | 3      | [ 62 ]  |
| المكسيك (Monitor Latino)                            | 5      | [ 63 ]  |
| هولندا (Dutch Top 40)                               | 3      | [ 64 ]  |
| نيوزيلندا (Recorded Music NZ)                       | 4      | [ 65 ]  |
| النرويج (VG-lista)                                  | 2      | [ 66 ]  |
| بولندا (Polish Airplay Top 20)                      | 3      | [ 67 ]  |
| البرتغال (AFP)                                      | 2      | [ 68 ]  |
| إسكتلندا (OCC)                                      | 4      | [ 69 ]  |
| سلوفاكيا (IFPI)                                     | 2      | [ 70 ]  |
| أفريقيا الجنوبية (Mediaguide)                       | 1      | [ 71 ]  |
| إسبانيا (PROMUSICAE)                                | 5      | [ 72 ]  |
| سويسرا (Schweizer Hitparade)                        | 2      | [ 73 ]  |
| المملكة المتحدة (OCC)                               | 4      | [ 74 ]  |
| المملكة المتحدة (OCC R&B)                           | 2      | [ 75 ]  |
| المملكة المتحدة (OCC Digital)                       | 3      | [ 76 ]  |
| الولايات المتحدة (Billboard Hot 100)                | 3      | [ 77 ]  |
| الولايات المتحدة (Billboard Adult Contemporary)     | 3      | [ 78 ]  |
| الولايات المتحدة (Billboard Adult Pop Songs)        | 2      | [ 79 ]  |
| الولايات المتحدة (Billboard Hot Dance Club Songs)   | 16     | [ 80 ]  |
| الولايات المتحدة (Billboard Dance/Mix Show Airplay) | 10     | [ 81 ]  |
| الولايات المتحدة (Billboard Digital Songs)          | 2      | [ 82 ]  |
| الولايات المتحدة (Billboard Latin Airplay)          | 25     | [ 83 ]  |
| الولايات المتحدة (Billboard Latin Pop Songs)        | 22     | [ 84 ]  |
| الولايات المتحدة (Billboard MySpace Songs)          | 2      | [ 85 ]  |
| الولايات المتحدة (Billboard Pop Songs)              | 1      | [ 86 ]  |
| الولايات المتحدة (Billboard Radio Songs)            | 1      | [ 87 ]  |
| الولايات المتحدة (Billboard Ringtones)              | 8      | [ 88 ]  |
| الولايات المتحدة (Billboard Streaming Songs)        | 7      | [ 89 ]  |
| الولايات المتحدة (Billboard YouTube)                | 2      | [ 90 ]  |

| الرسم البياني (2013)                            | المركز | المصادر |
| ----------------------------------------------- | ------ | ------- |
| نيوزيلندا (Recorded Music NZ)                   | 13     | [ 91 ]  |
| إسبانيا (PROMUSICAE)                            | 22     | [ 92 ]  |
| المملكة المتحدة (OCC)                           | 22     | [ 93 ]  |
| الولايات المتحدة (Billboard Hot 100)            | 13     | [ 94 ]  |
| الولايات المتحدة (Billboard Adult Contemporary) | 8      | [ 95 ]  |
| الولايات المتحدة (Billboard Adult Pop Songs)    | 17     | [ 96 ]  |
| الولايات المتحدة (Billboard Digital Songs)      | 10     | [ 97 ]  |
| الولايات المتحدة (Billboard Pop Songs)          | 12     | [ 98 ]  |
| الولايات المتحدة (Billboard Radio Songs)        | 7      | [ 99 ]  |
| الولايات المتحدة (Billboard Streaming Songs)    | 31     | [ 100 ] |
| الولايات المتحدة (Billboard Ringtones)          | 34     | [ 101 ] |

## الشهادات
| الدولة           | المزود         | الشهادات     | المبيعات  | المصادر |
| ---------------- | -------------- | ------------ | --------- | ------- |
| أستراليا         | (ARIA)         | 4× بلاتينيوم | 280,000   | [ 30 ]  |
| بلجيكا           | (BEA)          | قولد         | 15,000    | [ 102 ] |
| الدنمارك         | (IFPI Denmark) | بلاتينيوم    | 30,000    | [ 103 ] |
| ألمانيا          | (BVMI)         | قولد         | 150,000   | [ 104 ] |
| إيطاليا          | (FIMI)         | قولد         | 15,000    | [ 105 ] |
| نيوزيلندا        | (RMNZ)         | 2× بلاتينيوم | 30,000    | [ 106 ] |
| المملكة المتحدة  | (BPI)          | بلاتينيوم    | 600,000   | [ 107 ] |
| الولايات المتحدة | (RIAA)         | 4× بلاتينيوم | 4,000,000 | [ 108 ] |

## تاريخ الإصدار
| الدولة           | التاريخ         | نوع الإصدار            | الشركة المنتجة | المصادر             |
| المملكة المتحدة  | 7 يناير، 2013   | الراديو البريطاني      | ميركوري        | [ 4 ]               |
| الولايات المتحدة | 28 يناير، 2013  | هوت/مودرن/اي سي راديو  | ديف جام        | [ 5 ] [ 6 ] [ 109 ] |
| الولايات المتحدة | 29 يناير، 2013  | كونتيمبوراري هيت رايدو | ديف جام        | [ 5 ] [ 6 ] [ 109 ] |
| الولايات المتحدة | 29 يناير، 2013  | ريذمك راديو            | ديف جام        | [ 5 ] [ 6 ] [ 109 ] |
| ألمانيا          | 15 فبراير، 2013 | أسطوانة منفردة         | يونيفرسال      | [ 7 ]               |
| إيطاليا          | 15 فبراير، 2013 | كونتيمبوراري هيت رايدو | يونيفرسال      | [ 110 ]             |
| ---------------- | --------------- | ---------------------- | -------------- | ------------------- |